# 蘇謝冰川
86°17′S 154°0′W / 86.283°S 154.000°W
蘇謝冰川是南極洲的冰川，全長約31公里，發源自克羅基特山，流經福克納海崖東坡，最終在毛德王后山脈地區注入巴特利特冰川。